# John Morgridge
John Morgridge (* 1933) ist ein US-amerikanischer Manager, Mäzen und ehemaliger Vorstandsvorsitzender und späterer Aufsichtsratsvorsitzender von Cisco Systems.

## Leben
John Philip Morgridge wuchs in Wauwatosa im US-amerikanischen Bundesstaat Wisconsin auf. Dort besuchte er die Mittelschule und anschließend die University of Wisconsin–Madison, wo er 1955 das Studium als Bachelor of Arts (BA) erfolgreich abschloss. Dann folgte ein Studium an der Stanford University mit Abschluss 1957 als MBA.
Zuerst war Morgridge bei Honeywell Information Systems tätig. Darauf folgte eine Tätigkeit im Management von Stratus Computer. Eine Führungsrolle hatte er als Geschäftsführer von GRiD Systems Corporation inne.
Dann wurde er 1988 durch die Gründer von Cisco Systems als Geschäftsführer (CEO) eingestellt. Dort entwickelte er dieses Unternehmen von 5 Millionen USD auf mehr als eine Milliarde USD Umsatz und von 34 auf 2250 Mitarbeiter. Unter seiner Leitung erfolgte 1990 der Börsengang (IPO). Sein Nachfolger als CEO ab 1995 wurde John Chambers. Morgridge übernahm zu diesem Zeitpunkt die Rolle des Aufsichtsratsvorsitzenden (Chairman) und blieb in dieser Funktion bis 2006.

## Mäzen
- Das mit der University of Wisconsin verbundene Morgridge Institute for Research in Madison (Wisconsin) geht auf eine Spende des Ehepaar Morgridge zurück. John Morgridge ist Stiftungsrat dieser Organisation.[4]
- Einbezahltes Stiftungskapital von 175 Mio. USD zur Ausrichtung von Stipendien durch den Fund for Wisconsin Scholars.[3]
- Das Ehepaar Morgridge trat dem The Giving Pledge bei.
- Sie gründeten die Stiftung TOSA[5]

## Auszeichnungen
- 1996 Stanford Graduate School of Business: Arbuckle Award for excellence in management leadership
- 2007 American Academy of Achievement: Golden Plate Award
- 2012 University of Wisconsin: Regents’ Award[3]

## Privat
John P. Morgridge ist mit Tashia Morgridge verheiratet und hat einen Sohn und eine Tochter.